# It's a Pleasure
It's a Pleasure est le quatrième album solo de Baxter Dury, sorti en 2014 sur le label PIAS.

## Production
La voix féminine n'est plus assurée par Madelaine Hart, mais par Fabienne Debarre, chanteuse française du groupe We Were Evergreen. l'inspiration musicale de Serge Gainsbourg est citée plusieurs fois par Baxter Dury,.

## Réception
L'album est un succès critique,,,

## Pistes
Tous les morceaux ont été écrits par Baxter Dury sauf exceptions :
1. Pleasure (2:20)
2. Palm Trees (4:20)
3. Other Men's Girls (3:45)
4. Police (3:05)
5. Lips (3:05)
6. Whispered (4:17)
7. Petals (2:26)
8. White Men (3:55)